# Wyłączenie notariusza
Wyłączenie notariusza – instytucja prawna przewidziana w art. 84 polskiego prawa o notariacie.

Art. 84. § 1. Notariuszowi nie wolno dokonywać czynności notarialnych, które dotyczą:
1) samego notariusza,
2) jego małżonka,
3) krewnych lub powinowatych notariusza w linii prostej bez ograniczenia stopnia, a w linii bocznej krewnych i powinowatych do trzeciego stopnia włącznie,
4) osób związanych z notariuszem z tytułu przysposobienia, opieki, kurateli lub będących w bliskim z nim stosunku.
§ 2. Zakaz przewidziany w § 1 stosuje się również wobec zastępcy notariusza.
§ 3. Ograniczenia wymienione w § 1 i 2 trwają także po ustaniu małżeństwa, przysposobienia, opieki lub kurateli.

Jedną z najistotniejszych cech odróżniających notariusza od innych zawodów prawniczych jest jego bezstronność w relacjach ze stronami. Celem zagwarantowania wyznaczonej notariuszowi „bezstronności” jest przestrzeganie zakazu z art. 84 prawa o notariacie.
Dokonanie przez notariusza podlegającego wyłączeniu czynności notarialnej, dla której ustawa przewiduje wymóg formy aktu notarialnego pod rygorem nieważności, powoduje bezwzględną nieważność tej czynności. Nie istnieje prawna możliwość „uzdrowienia” tej czynności. Jedyną możliwością osiągnięcia zamierzonego przez strony celu jest sporządzenie nowego aktu wyłącznie przed innym notariuszem.
Zakres podmiotowy osób podlegających wyłączeniu został enumeratywnie wyliczony w powyższym artykule. Trudności interpretacyjne związane są z zastosowanym w artykule pojęcia „bliskie stosunki”. Niewątpliwie do osób pozostających z notariuszem w bliskim stosunku należy zaliczyć konkubenta czy konkubinę, a także osobę nie przysposobionego wychowanka czy wychowanicy. Co do innych osób jest to wyłącznie indywidualna kwestia stopnia zaangażowania.

## Literatura
- Ustawa – Prawo o notariacie (Dz.U. z 2024 r. poz. 1001)
- "Rejent", nr 2 z lutego 2001 r. – „Przesłanki wyłączenia notariusza na podstawie art. 84 prawa o notariacie”, dr Halina Nawara-Bacz.